# Antonio Montico
Antonio Montico (ur. 30 grudnia 1932 w Valvasone; zm. 27 maja 2013) – włoski piłkarz, grający na pozycji pomocnika, trener piłkarski.

## Kariera piłkarska

### Kariera klubowa
Wychowanek klubu Pro Gorizia, w barwach  którego w 1950 rozpoczął karierę piłkarską. W 1951 przeszedł do Udinese. W latach 1953–1960 i 1961–1962 bronił barw Juventusu, z którym dwukrotnie zdobył mistrzostwo Włoch. W sezonie 1960/61 prezentował Bari. Następnie do 1966 występował w Anconitanie.

### Kariera reprezentacyjna
27 listopada 1955 roku debiutował w narodowej reprezentacji Włoch w meczu przeciwko Węgier (1:3). Łącznie zagrał w 2 meczach międzynarodowych.

## Kariera trenerska
Jeszcze będąc piłkarzem w 1965 roku rozpoczął pracę trenerską w Anconitanie. Potem prowadził kluby Aosta i Pro Vercelli. 
Zmarł w 2013 roku w wieku 79 lat.

## Sukcesy i odznaczenia

### Sukcesy klubowe
Juventus
- mistrz Włoch (2x): 1957/58, 1959/60
- zdobywca Pucharu Włoch (2x): 1958/59, 1959/60